# جیلیان مک کیث
جیلیان مک کیث (متولد ۲۸ سپتامبر ۱۹۵۹) مجری، متخصص تغذیه و نویسنده تلویزیون اسکاتلند است. او میزبان سابق تو چیزی هستی که می‌خوری از شبکه ۴ انگلیس و دکتر جیلیان مک کیث چاقی را برای همیشه احساس کنید از تلویزیون گرانادا است و از سال ۲۰۱۰ می‌خورد و خودت سکسی را در شبکه W کانادا ارائه می‌دهد. او نویسنده کتابهای مختلفی در مورد تغذیه است، از جمله تو چیزی هستی که می‌خوری ۲۰۰۴، و دکتر جیلیان مک کیث سلامتی نهایی (۲۰۰۶).
مک کیث طرفدار یک رژیم غذایی پستی است که سرشار از میوه و سبزیجات، غلات، لوبیا، آجیل و توفو و جلوگیری از غذاهای فرآوری شده و پرکالری، قند و چربی، گوشت قرمز، الکل، کافئین، آرد سفید و مواد افزودنی است.
کارهای مک کیث با موفقیت تجاری روبرو شده‌است. شما هستید آنچه می‌خورید بیش از دو میلیون نسخه فروش داشته‌است و در سال ۲۰۰۵ از طرف انجمن خاک به او جایزه آموزش مصرف‌کننده اعطا شد. در عین حال، اعتبار روش وی و ایمنی توصیه‌های وی به شدت مورد انتقاد متخصصان بهداشت قرار گرفته‌است.
بسیاری از برنامه‌های رژیم غذایی و سبک زندگی که توسط مک کیت پشتیبانی می‌شود، مانند مفهوم رژیم سم زدایی و ارزش آبیاری روده بزرگ، با تحقیقات علمی پشتیبانی نمی‌شوند و همچنین ادعاهای وی مبنی بر اینکه از طریق بررسی زبان و نمونه مدفوع افراد می‌تواند بیماری‌ها و رژیم‌های غذایی آنها را شناسایی کند، پشتیبانی نمی‌شود. نیاز دارد. مک کیث دارای بدون مدارک در تغذیه یا پزشکی از موسسات معتبر، و در سال ۲۰۰۷ مورد توافق با استانداردهای سازمان تبلیغاتی برای متوقف کردن با استفاده از عنوان دکتر.

## سنین جوانی و تحصیل
مک کیث در پرت اسکاتلند متولد شد و در یک ملک شورایی بزرگ شد. پدرش، رابرت، کارگر کشتی سازی و مادرش کارمند دفتر بود. وی گفته‌است که او با خوردن غذای ناخواسته که در حال حاضر توصیه نمی‌کند بزرگ شده‌است:همه ما می‌دانیم که از چه غذایی بزرگ شده‌ام - یک رژیم معمولی اسکاتلندی. ما روزی سه بار گوشت می‌خوریم. من مطمئناً هرگز انبه نخوردم و نمی‌دانستم معنای ماکروبیوتیک چیست. پدرش سیگاری طولانی مدت بود و در سال ۲۰۰۵ بر اثر سرطان مری درگذشت.
وی در سال ۱۹۸۱ از دانشگاه ادینبورگ مدرک زبانشناسی گرفت و بعداً به ایالات متحده رفت و در آنجا در بازاریابی و تجارت بین‌المللی کار کرد. در سال ۱۹۸۴، وی کارشناسی ارشد روابط بین‌الملل را از دانشگاه پنسیلوانیا دریافت کرد. او ادعا می‌کند به کارشناسی ارشد در تغذیه جامع در سال ۱۹۹۴ و دکترای خود را در همان زمینه و در سال ۱۹۹۷ دریافت کرده‌اند، هر دو از طریق برنامه‌های فاصله آموزش از غیر معتبر کالج آمریکایی جامع تغذیه، بعد از کالج کلیتون بهداشت طبیعی در بیرمنگام، آلاباما (اما از زمان بسته بودن). وی یکی از اعضای انجمن مشاوران تغذیه آمریکا است، اما این انجمن هیچ گونه بررسی صلاحیت اعضای دارای مجوز خود را انجام نمی‌دهد و به بن گلدکر اجازه می‌دهد گربه مرده خود را برای همان مدرک مک کیت ثبت کند. وب سایت وی لیست عضویت پس از فارغ‌التحصیلی مرکز آموزش تغذیه را دارد. گواهینامه‌هایی از مدرسه طب سوزنی لندن و مرکز طب شرقی کایلاش؛ و یک دیپلم کارشناسی ارشد گیاهان دارویی (افتخارات) از کالج علوم بهداشتی آمریکا.

## حرفه
طبق بیوگرافی کانال ۴ او، وی گزارشگر مشهور سلامت در برنامه جوآن ریورز بود و هنگامی که برای اولین بار به ایالات متحده مهاجرت کرد، یک برنامه رادیویی مشترک با نام خط بهداشت در سراسر آمریکا را ارائه داد.
- تو چیزی هستی که می‌خوری

کتاب او، شما همان چیزی هستید که می‌خورید، تا سال ۲۰۰۶ بیش از دو میلیون نسخه فروخته بود و بین ژوئیه ۲۰۰۵ و ژوئن ۲۰۰۶ بیشترین کتاب کتاب غیر داستانی در انگلیس بود. این کتاب مشتق شده از نمایش کانال ۴ وی است، شما همان چیزی هستید که می‌خورید، تا سال ۲۰۰۷ ارائه شده‌است، که در آن او سعی در ایجاد انگیزه برای کاهش وزن و تغییر سبک زندگی خود دارد. ایان ماربر، متخصص تغذیه، وی را در سال ۲۰۰۶ با اعتقادات پرشور توصیف کرد و فکر می‌کند او نوعی مخابره کننده سلامتی است. در هر قسمت از سری چهارم، به نام جیلیان جابجا می‌شود: شما همان چیزی هستید که می‌خورید، دو نفر برای ماندن در کنار مک کیث در خانه ای در لندن «بدون گریز» انتخاب شدند. وی ابتدا به هر یک از افراد، هفته ای میل غذایی خود را نشان داد. غذا را در حالت سرد، متراکم و ناخوشایند روی یک میز گذاشته بودند. به افراد نشان داده می‌شد که نمایشگر را در کیسه‌های زباله خالی می‌کنند. به گفته جان مویر در روزنامه دیلی تلگراف، وی دیده می‌شود «در حالی که آنها را مجبور به خوردن کینوا می‌کند و جلسات مکرر آبیاری روده بزرگ را با شور و شوق توسط خود خوب اداره می‌شود، از هق هق گریه، زنان چاق فریاد می‌کشد.» وی سپس در مورد رژیم و ورزش توصیه‌هایی را ارائه داد، و الکل را تحریم کرد. پس از آموزش، شرکت کنندگان توانستند به خانه خود برگردند و انتظار می‌رفت که به مدت ۸ هفته به رژیم جدید خود پایبند باشند. اگر آنها نتوانستند به آن پایبند بمانند، مک کیث نزد آنها نقل مکان کرد تا مطمئن شود که از توصیه‌های او پیروی می‌کنند. به شرکت کنندگان در پایان هشت هفته نشان داده شد که توده بدن خود را از دست داده‌اند و گفتند که آنها احساس سلامتی بیشتری دارند.
او اغلب برخی از مشکلات سلامتی مشتریان برجسته را ناشی از کمبود ویتامین یا مواد معدنی می داند. غذاهای خاصی وجود دارد که وی به نظر می‌رسد به ویژه مقوی هستند و اینها اغلب در برنامه‌های وی ذکر شده‌اند. این غذاها می‌توانند غذاهای غیرمعمولی باشند که برخی از آنها فقط از فروشگاه‌های مواد غذایی سالم یا از طیف وسیعی از محصولات مک کیث موجود است. سخنگوی سلادور، کمپانی تولیدکننده مجموعه تلویزیونی مک کیث، با بیان اینکه انتقاد از او بازتابی از رد رویکردهای سنت گرایانه در مورد تغذیه است، گفت: "شما باید بدانید که وقتی کسی رویکرد جامعی را اتخاذ می‌کند، مکتب قدیمی سنت گرایان که می‌خواهند بدبین باشند و این مسئله را تحریک کنند. این همان چیزی است که جریان دارد. "
- تکنیک‌های تشخیصی

مک کیث در کتاب شما همان چیزی هستید که می‌خورید، طرفداری از بررسی زبان، نقشه‌برداری از جوش‌ها و بررسی دقیق مواد مدفوع و ادرار را به عنوان شاخص‌های سلامتی ارائه می‌دهد. او ادعا می‌کند که بسیاری از قسمتهای خارجی بدن بینشی از بیماری را فراهم می‌کند: "من همیشه فکر می‌کنم زبان مانند پنجره ای به اندامها است. نوک افراطی مربوط به قلب است، کمی پشت ریه‌ها است. سمت راست نشان دهنده میزان کیسه صفرا و سمت چپ کبد است. وسط وضعیت معده و طحال، کلیه‌ها، روده‌ها و رحم را نشان می‌دهد. " این ادعاها مبنای علمی ندارند.
وی نیازهای غذایی افراد را بر اساس ظاهر ناخن‌ها، موها، لب‌ها و پوست آنها ارزیابی می‌کند. وی همچنین وجود افسردگی یا PMS را به کمبود مواد معدنی نسبت می‌دهد و معتقد است که محل جوش‌ها می‌تواند منبع مشکلات سلامتی باشد. مک کیث همچنین استدلال می‌کند که ظاهر، بو و قوام مدفوع می‌تواند سرنخی برای سوunction عملکرد بدن باشد. او در طول برنامه‌های تلویزیونی خود مرتباً به این فعالیت مشغول می‌شود، روشی که بن گلداکر، پزشکی را که برای روزنامه گاردین می‌نویسد، سوق داده‌است تا او را «بانوی افتضاح پو» بنامد. شرکت مدیریت او می‌نویسد که وی «به معنای واقعی کلمه در ته بدخوردگان کشور قرار می‌گیرد.»
توصیه مک کیث هم بر اساس داروی استاندارد و هم غیر استاندارد است، از جمله نکات عقل سلیم، مانند پرهیز از خرید در هنگام گرسنگی، خوردن میوه و سبزیجات به جای کیک یا نان، و ترجیح دادن ماهی تازه نسبت به محصولات فرآوری شده مانند انگشتان ماهی. وی رژیم غذایی سم زدایی را توصیه می‌کند که در آن «۱۲ وحشت برتر سمی برای جلوگیری از» عبارتند از: کافئین؛ الکل شکلات و تنقلات شیرین؛ میان‌وعده‌های میخانه مانند ترد، آجیل و خراش‌های خوک. گوشت فرآوری شده نان سفید، ماکارونی سفید، برنج سفید؛ محصولات حاوی شکر اضافه شده غذاهای آماده و غذاهای آماده نمک سفره؛ چربی‌های اشباع شده و نوشیدنی‌های گازدار
گلدکر می‌نویسد که پر کردن رسانه‌های انگلیس «پر از افرادی است که عبایی از اقتدار علمی را در حالی که ظاهراً از اساسی‌ترین جنبه‌های زیست‌شناسی سو mis تفاهم نمی‌کنند»، توهین آمیز می‌داند. وی به عنوان نمونه توصیه مک کیث به خوردن برگهای تیره‌تر زیرا غنی از کلروفیل است، نوشت: ادعا می‌کند که «خون شما را اکسیژن می کند» زیرا نور خورشید معمولاً در داخل روده انسان وجود ندارد، اشتباه است. توصیه مک کیث در کتاب خود Miracle Superfood: جلبکهای سبز و آبی - آبی نیز مورد اختلاف است. یان کروکوفسکی از آژانس حفاظت از محیط زیست اسکاتلند به عنوان یک فرد خصوصی نامه ای به نیو ساینتیست نوشت و گفت: "جلبکهای سبز آبی - به درستی سیانوباکتری نامیده می شوند - قادر به تولید انواع سموم بسیار قدرتمند هستند، که خطرات سلامتی برای انسان و حیوانات را تهدید می‌کند و می‌تواند منجر به بیماری و مرگ شود. " در پاسخ به انتقادات، مک کیث استدلال می‌کند: "من درگیر یک جنگ صلیبی هستم تا ملت را تغییر دهم و خوشبختانه، یا متأسفانه، این موضوع مرا در کانون توجه قرار خواهد داد. اما بدون کمی مقاومت نمی‌توان تغییر ایجاد کرد. " از آن زمان سم جلبکی BMAA به عنوان علت اسکلروز جانبی آمیوتروفیک (ALS یا بیماری نورون حرکتی) شناخته شده‌است.
- محصولات

وب سایت مک کیث به فروش کتاب، مشاوره، عضویت در باشگاه، غذا (به عنوان مثال) می‌پردازد گوجی بری، دانه‌های شاهدانه، «پودر انرژی غذایی زنده»، قرص‌های «ایمنی دفاعی»، قرص‌های کاهش وزن، «جلبک‌های سبز وحشی خام و فرآوری نشده» و غیره) و تجهیزات جانبی (مخلوط کن، آبمیوه‌گیری، جوانه‌ها و یک مینی) -ترامپولین). وی در نوامبر ۲۰۰۶ توسط آژانس تنظیم کننده داروها و محصولات بهداشتی (MHRA) به دلیل فروش کمکهای جنسی گیاهی ثابت نشده مورد سانسور قرار گرفت. محصولات "فرمول سریع  یم " و "فرمول سریع گرده‌لیوه Complex" هر دو به منظور نمایش رضایت جنسی در یک مطالعه کنترل شده تبلیغ شده‌اند. MHRA دریافت که مک کیث "کالاهای بدون مجوز قانونی را می‌فروخت در حالی که ادعای دارویی در مورد اثربخشی آنها داشت". محصولات از آن زمان پس گرفته شده‌اند. وب سایت مک کیث اظهار داشت که کمکهای جنسی به دلیل مقررات اتحادیه اروپا پس گرفته شده‌است. گلدکر با MHRA تماس گرفت و وی گفت که این حذف هیچ ارتباطی با مقررات اتحادیه اروپا ندارد.
- تلویزیون‌های دیگر

در سال ۲۰۰۷، مک کیث سه عروس چاق، یک لباس نازک را برای کانال ۴ ارائه داد، یک نسخه رقابتی از قالب You Are What You Eat که در آن سه زن برای یک لباس عروس طراح رقابت می‌کنند. او علاوه بر ارائه برنامه‌های تلویزیونی خودش، گهگاه در برنامه‌های دیگر نیز ظاهر می‌شود. وی در آواز X Factor: Battle of the Stars با خواندن اجرای ترانه " ترانه شوپ شوپ " شرکت کرد. او همچنین در نمایش سلامتی منتقل شده از E4 به نام بزرگ کردن در مقابل سوپرسکینی ظاهر شد. در سال ۲۰۰۹ او در شبکه W در کانادا در خودت را سکسی بخور ظاهر شد، که در آن شرکت کنندگان ادعا می‌کردند که از جذابیت جنسی یا میل جنسی کمتری برخوردار هستند، و مک کیث همان شیوه‌هایی را که شما در آن چیزی که می‌خورید را به کار می‌برد. در نوامبر ۲۰۱۰ او در نسخه "من یک سلبریتی هستم" در نسخه انگلستان شرکت کرد . . . من را از اینجا بیرون ببر!". در ژانویه ۲۰۱۶، مک کیث در مشهور برادر بزرگ مشهور به عنوان یک هم خانه کوتاه مدت ظاهر شد و برای "سم زدایی" از رقبا فرستاده شد.
- جوایز

در ماه مه سال ۲۰۰۵، جایزه آموزش مصرف‌کننده در سال ۲۰۰۵ به مصرف مکمل‌های غیر ارگانیک توسط انجمن خاک، یک مؤسسه خیریه بریتانیایی که مواد غذایی ارگانیک را تبلیغ می‌کند، اهدا شد، به دلیل قدردانی از کار او در "مقابله با چاقی، حمایت از غذای سالم و ترویج سهم میوه‌های طبیعی، سبزیجات و محصولات دیگر می‌توانند باعث تغذیه مناسب شوند. "

## اختلاف نظر در مورد صلاحیت‌ها
یکی از اولین انتقادها مربوط به مدرک تحصیلی مک کیث در زمینه تغذیه از انجمن مشاوران تغذیه آمریکا است. در سال ۲۰۰۴ ، منتقد بن گلداکر، اعتبار مدرک دانشگاهی مک کیت را زیر سال برد، زیرا وی با موفقیت درخواست همان مدرک دیپلم را از طرف گربه مرده اش هنریتا کرد.
در فوریه ۲۰۰۷، پس از شکایت به اداره استاندارد تبلیغات انگلیس، وی توافق کرد که از عنوان علمی «دکتر» در تبلیغات استفاده نکند.
در پاسخ به انتقاد مبنی بر اینکه وی از صلاحیت‌های خود در زبان‌شناسی و زبان و روابط بین‌الملل استفاده کرده‌است، موضوعات کاملاً غیر مرتبط با رژیم و تغذیه، برای مردم گمراه کننده است، وی گفت که او نظرات پزشکی ارتدکس را به چالش می‌کشد. وی انکار کرد که استفاده از این عنوان برای تبلیغ نظریه‌های خود در مورد تغذیه غیراخلاقی است.
مک کیث و همسرش ادعای افترا کرده‌اند اما موفق به آغاز اقدامات قانونی تهدیدآمیز علیه تعدادی از منتقدان نشده‌اند. گلدکر گمانه زنی کرده‌است که ممکن است بخشهایی از پایان‌نامه دکترای وی به عنوان یک جزوه ۴۸ صفحه ای تحت عنوان «Miracle Superfood: جلبک‌های سبز و آبی وحشی» منتشر شده باشد. او این جزوه را علم فرقه حمل بار خواند و آن را پر از «حکایت، اما بدون داده» توصیف کرد. گلدکر در کتاب خود علم بد (۲۰۰۸) فصلی را به تجزیه و تحلیل اعتبار علمی وی اختصاص داده‌است.
در ژوئیه ۲۰۱۰، حساب توییتر مک کیث، جیلیان مکی، کتاب را «دروغ» توصیف کرد. گلداکر درخواست اصلاح کرد.

## آثار برگزیده
- (1996) Miracle Superfood: Wild Blue-Green Algae: نیروگاه غذایی مغذی سیستم ایمنی بدن را تحریک می‌کند، قدرت مغز را تقویت می‌کند و از بیماری محافظت می‌کند .شابک ‎۰-۸۷۹۸۳-۷۲۹-۲
- (۲۰۰۴) غذای زنده جیلیان مک کیث برای سلامتی: ۱۲ ابرغذای طبیعی برای تبدیل سلامتی شما .شابک ‎۰−۷۴۹۹−۲۶۷۳−۲شابک 0-7499-2673-2
- (۲۰۰۴) شما همان چیزی هستید که می‌خورید .شابک ‎۰−۴۵۲−۲۸۷۱۷−۰شابک 0-452-28717-0
- (۲۰۰۵) شما همان چیزی هستید که کتاب آشپزی می‌خورید .شابک ‎۰−۷۱۸۱−۴۷۹۷−۹شابک 0-7181-4797-9
- (2006) Ultimate Health Plan دکتر جیلیان مک کیث: برنامه رژیمی که شما را برای زندگی لاغر نگه می‌دارد. مایکل جوزفشابک ‎۰−۷۱۸۱−۴۸۹۱−۶شابک 0-7181-4891-6
- (۲۰۰۶) راهنمای خرید دکتر جیلیان مک کیث. مایکل جوزفشابک ‎۰−۷۱۸۱−۴۹۵۴−۸شابک 0-7181-4954-8
- (2007) Slim for Life. پر کردنشابک ‎۰−۴۵۲−۲۸۹۲۵−۴شابک 0-452-28925-4
- (۲۰۰۹) کتاب مقدس غذایی جیلیان مک کیث: نحوه استفاده از غذا برای درمان آنچه به درد شما می‌خورد. پر کردنشابک ‎۰−۴۵۲−۲۸۹۹۷−۱شابک 0-452-28997-1
- (۲۰۰۹) رژیم غذایی بوت کمپ جیلیان مک کیث: چهارده روز برای شما جدید!. پنگوئنشابک ‎۰−۱۴−۱۰۳۷۱۶−۴شابک 0-14-103716-4
- (۲۰۱۰) سلامت زنان: راهنمای عملی برای تمام مراحل و سنین چرخه زندگی زنان. مایکل جوزفشابک ‎۰−۷۱۸۱−۵۴۳۵−۵شابک 0-7181-5435-5

## زندگی شخصی
مک کیث با همسرش، وکیل آمریکایی، هوارد ماگازینر، در ادینبورگ، جایی که او یک سال در آنجا در آنجا بود، ملاقات کرد. در آن زمان او زنجیره ای از فروشگاه‌های مواد غذایی سالم را در ایالات متحده اداره کرد که وی درگیر آن شد. این زوج اکنون در لندن زندگی می‌کنند و دارای دو فرزند دختر هستند. او از اسکولیوز رنج می‌برد، و گفته‌است هیچ لحظه ای در زندگی او نیست که به دلیل آن درد نداشته باشد.